# Omloop van het Waasland
A Omloop van het Waasland é uma carreira ciclista profissional belga disputada entre Sint-Niklaas e Kemzeke, nos Flandres orientais.
Criada em 1965, e sempre para ciclistas profissionais, desde a criação dos Circuitos Continentais da UCI em 2005 faz parte do UCI Europe Tour, dentro da categoria 1.2 (última categoria do profissionalismo).

## Palmarés
| Ano  | Ganhador               | Segundo                | Terceiro               |
| ---- | ---------------------- | ---------------------- | ---------------------- |
| 1965 | Marinus Van Ginneken   | Willy Vanden Berghen   | Jo de Haan             |
| 1966 | Rik Wouters            | Frans Melckenbeeck     | Julien Haelterman      |
| 1967 | Martin Van Dnk Bossche | Roger Blockx           | Bruno Janssens         |
| 1968 | Jozef Boons            | Etienne Buysse         | Hugo Hellemans         |
| 1969 | Jean-Claude Genty      | Julien Delocht         | Eric De Vlaeminck      |
| 1970 | Etienne Antheunis      | Ronny Van de Vijver    | Daniel Vanryckeghem    |
| 1971 | Walter Planckaert      | Fernand Hermie         | Eddy Goossens          |
| 1972 | Luc Van Goidsenhoven   | Daniel Verplancke      | André Doyen            |
| 1973 | Gerben Karstens        | Jean-Claude Meunier    | Gustave Van Gossum     |
| 1974 | Tino Tabak             | Gerrie Knetemann       | José De Cauwer         |
| 1975 | Serge Vandaele         | Eddy Verstraeten       | René Dillen            |
| 1976 | Eddy Verstraeten       | André Doyen            | Jean Vanderstappen     |
| 1977 | Marc Renier            | Marc Meernhout         | Herman Vrijders        |
| 1978 | Frans Van Looy         | Walter Planckaert      | Eric Van de Wiele      |
| 1979 | Johnny De Nul          | Leio Van Thielen       | William Tackaert       |
| 1980 | Willem Peeters         | Emiel Gijsemans        | Carlos Cuyle           |
| 1981 | Patrick Versluys       | Willy Teirlinck        | Jos Van De Poel        |
| 1982 | Johnny De Nul          | Walter Schoonjans      | Jan Bogaert            |
| 1983 | Alain Van Hoornweder   | Hans Langerijs         | Benjamin Vermeulen     |
| 1984 | Yvan Lamote            | William Tackaert       | Joachim Schlaphoff     |
| 1985 | William Tackaert       | Dirk Heirweg           | Patrick Deneut         |
| 1986 | Frank Verleyen         | Dirk Clarysse          | Wim Arras              |
| 1987 | Frank Pirard           | Søren Lilholt          | Peter Pieters          |
| 1988 | Erik Breukink          | Johan Capiot           | Werner Devos           |
| 1989 | Frank Pirard           | Jan Bogaert            | Eddy Schurer           |
| 1990 | Luc Govaerts           | Adrie Kools            | Jean-François Brasseur |
| 1991 | Jerry Cooman           | Mario De Clercq        | Danny Neskens          |
| 1992 | Fabrice Naessens       | Patrick Van Roosbroeck | Jan Van Camp           |
| 1993 | Menno Vink             | Rik Coppens            | Wim Omloop             |
| 1994 | Jan Bogaert            | Niko Eeckhout          | Jeroen Blijlevens      |
| 1995 | Hendrik Redant         | Peter De Clercq        | Tom Desmet             |
| 1996 | Michel Vanhaecke       | Ludo Dierckxsens       | Hendrik Van Dyck       |
| 1997 | Wim Omloop             | John Devastem          | Peter Spaenhoven       |
| 1998 | Frank Høj              | Wim Omloop             | Koen Beeckman          |
| 1999 | Geert Omloop           | Niko Eeckhout          | Bart Heirewegh         |
| 2000 | Jans Koerts            | Niko Eeckhout          | Karel Vereecke         |
| 2001 | Martin Van Steen       | Wilfried Cretskens     | Franck Pencolé         |
| 2002 | Peter van Agtmaal      | Gert Vanderaerden      | Max Becker             |
| 2003 | Geert Omloop           | Andy Cappelle          | Jehudi Schoonacker     |
| 2004 | Christoph Roodhooft    | Gorik Gardeyn          | Tomas Vaitkus          |
| 2005 | Gorik Gardeyn          | Ludo Dierckxsens       | Michiel Elijzen        |
| 2006 | Niko Eeckhout          | Koen Barbé             | Markus Eichler         |
| 2007 | Niko Eeckhout          | Geert Omloop           | Bobbie Traksel         |
| 2008 | Niko Eeckhout          | Bobbie Traksel         | Klaas Lodewijck        |
| 2009 | Johan Coenen           | Jef Peeters            | Dieter Cappelle        |
| 2010 | Denis Flahaut          | Baptiste Planckaert    | Egidijus Juodvalkis    |
| 2011 | Aidis Kruopis          | Stefan van Dijk        | Timothy Dupont         |
| 2012 | Preben Van Hecke       | Egidijus Juodvalkis    | Gediminas Bagdonas     |
| 2013 | Pieter Jacobs          | Niko Eeckhout          | Sander Armée           |
| 2014 | Danilo Napolitano      | Antoine Demoitié       | Tom Devriendt          |
| 2015 | Geert van der Weijst   | Joeri Stallaert        | Oliver Naesen          |